# جدایی‌طلبی فمینیستی
جدایی‌طلبی فمینیستی (به انگلیسی: Feminist separatism)، نظریه‌ای است که در آن مخالفت فمینیستی با مردسالاری را می‌توان از طریق جدایی زنان از مردان به‌دست‌آورد. بیشتر نظریه‌پردازی‌های آن مبتنی بر لزبین فمینیسم است.
مریلین فرای جدایی‌طلبی فمینیستی را این‌گونه توصیف می‌کند: «جدایی انواع یا حالت‌های مختلف زنان از مردان و از نهادها، روابط، نقش‌ها و فعالیت‌هایی که مردانه تعریف می‌شوند، تحت سلطه مردان هستند و به نفع مردان و حفظ امتیازات مردانه عمل می‌کنند. این جدایی به میل زنان و توسط خود زنان آغاز یا حفظ می‌شود.»

## برای‌مطالعه‌بیشتر
- Bess, Gabby (October 13, 2015). "No Man's Land: How to Build a Feminist Utopia". Broadly. Vice Media.
- Carmen (September 30, 2015). "Rebel Girls: On Building a Better Separatism". Autostraddle.
- Ellis, Sonja J.; Peel, Elizabeth (May 2011). "Lesbian feminisms: Historical and present possibilities". Feminism & Psychology. 21 (2): 198–204. doi:10.1177/0959353510370178. ISSN 0959-3535. OCLC 969561039.
  - Morris, Bonnie J. (December 22, 2016). "Dyke Culture and the Disappearing L". Outward. Slate.
- Schotten, C. Heike (2022). "TERFism, Zionism, and Right-Wing Annihilationism". TSQ: Transgender Studies Quarterly. 9 (3): 334–364. doi:10.1215/23289252-9836022.